# 松園俊志
松園 俊志（まつぞの しゅんし、1946年-2019年）は、日本の観光学者。東洋大学名誉教授。日本国際観光学会（JAFIT）会長。2015年会長退任。2017年東洋大学教授を定年退職。東洋大学名誉教授に就任。

## 略歴
- 1946年 - 長崎県佐世保市に生まれる。
- 1965年　長崎県立佐世保南高等学校卒業
  - 法政大学社会学部応用経済学科卒、同大学院社会科学研究科退学。
- 2001年 - 東洋大学国際地域学部国際観光学科教授に就任する。
- 2007年 - 東洋大学現代社会総合研究所所長となる。2015年退任。
- 2010年 - 日本国際観光学会会長に就任する。2015年退任。
- 2017年 - 東洋大学国際地域学部国際観光学科教授を定年退職。東洋大学名誉教授に就任。
- 2019年5月1日 - 死去。享年七十三歳。

## 著書
- （共著：森下晶美）『旅行業概論 新しい旅行業マネジメント』（同友館 2012年）